# Josip Šimunić
 Ovo je glavno značenje pojma Josip Šimunić. Za druga značenja pogledajte Josip Šimunić (razdvojba).
Josip "Joe" Šimunić (Canberra, 18. veljače 1978.) bivši je hrvatski nogometni reprezentativac, bivši igrač zagrebačkog Dinama i bivši pomoćni trener hrvatske nogometne reprezentacije. Igrao je na poziciji braniča.
Nakon Darija Srne, Stipe Pletikose i Luke Modrića, sa 105 nastupa četvrti je na ljestvici hrvatskih reprezentativaca po broju nastupa.

## Klupska karijera
Karijeru je započeo u Melbourne Knightsima, a 1998. godine zaputio se u Europu, u njemački Hamburger SV. Dvije godine kasnije seli u berlinsku Herthu, s kojom je u devet godina imao prilike igrati i u europskim natjecanjima. U sezoni 2008./09. njemački športski časopis Kicker proglasio ga je najboljim braničem lige.
Godine 2006. produžio je ugovor s berlinskim Bundesligašem do 2011. godine. Vrijednost ugovora procijenjena je na 10 milijuna eura. Ipak, taj ugovor nije odradio do kraja te je dana 30. lipnja 2009. godine prešao u redove TSG 1899 Hoffenheima, njemačkog kluba iz grada Sinsheima.
Dana 31. kolovoza 2011. Šimunić je, nezadovoljan neigranjem u Hoffenheimu, a nakon silnih prepirki između Dinama i Hajduka, sa zagrebačkom momčadi potpisao dvogodišnji ugovor. 11. siječnja 2013. godine imenovan je kapetanom momčadi, zamijenivši na toj poziciji dotadašnjeg kapetana Ivana Kelavu, koji je postao prvi zamjenik.
Dana 14. prosinca 2014. Joe se oprostio od aktivnog igranja. Za Dinamo je u domaćoj ligi nastupio 68 puta i bio strijelac 3 puta.

## Reprezentativna karijera
Rođen u Australiji, Šimunić je jedan u nizu australskih Hrvata koji su se odlučili zaigrati za domovinu svojih predaka. Šimunića je "otkrio" prijašnji izbornik Mirko Jozić uoči Svjetskog prvenstva u Južnoj Koreji i Japanu. Šimunić je tada iskoristio ponuđenu priliku zamijenivši ozlijeđenog Igora Tudora. Branič je za reprezentaciju debitirao protiv Južne Koreje krajem 2001. godine te je otad standardni reprezentativac.
Na Svjetskom prvenstvu u Njemačkoj odigrao je sve tri utakmice. U posljednjoj utakmici Hrvatske na tom Svjetskom prvenstvu, u susretu protiv Australije, zaradio je tri žuta kartona te suspenziju za sljedeća tri susreta. Naime, engleski sudac Graham Poll greškom Šimunića nije isključio nakon drugog žutog kartona, jer je kod drugog zapisao ime australskog braniča Craiga Moorea koji je nosio isti broj kao Šimunić. Tek nakon trećeg žutog kartona Poll je Šimuniću pokazao i isključujući crveni.
FIFA je 16. prosinca 2013. presudila 10 utakmica kazne zbog izvikivanja "Za dom", nakon dokvalifikacijske utakmice s Islandom za odlazak na svjetsko prvenstvo u Brazilu 2014. godine te je s time i okončana njegova reprezentativna karijera.
Jedan je od igrača na koje su svi izbornici ozbiljno računali. Iako obrambeni igrač, poznat je kao vrsni tehničar.

## Trenerska karijera
21. rujna 2015. godine izbornik Ante Čačić imenovao ga je svojim pomoćnikom. 7. listopada 2017. Čačić je smijenjen, a time odlazi i Šimunić.

## Priznanja

### Individualna
- Australski igrač godine (do 21): 1995./96.
- 2008./09. njemački časopis Kicker proglasio ga je najboljim braničem lige.
- Dobitnik je nagrade Vatrena krila za 2010. godinu, koju dodjeljuje Klub navijača hrvatske nogometne reprezentacije "Uvijek vjerni" za najsrčanijeg igrača.
- Dokumentarni film Moja voljena Hrvatska - priča o Josipu Šimuniću.

### Klupska
Melbourne Knights
- Prvak Australije (1): 1995./96.

Dinamo Zagreb
- Prvak Hrvatske (3): 2011./12., 2012./13., 2013./14.
- Hrvatski nogometni kup (1): 2012.
- Hrvatski nogometni superkup (1): 2013.

## Vanjske poveznice
- Josip Šimunić na hnl-statistika.com